# Consiliul Lituaniei
Consiliul Lituaniei (în lituaniană Lietuvos Taryba, în germană Litausher Landesrat, în poloneză Rada Litewska), după 11 iulie 1918 Consiliul de Stat al Lituaniei (în lituaniană Lietuvos Valstybės Taryba), s-a întrunit la conferința de la Vilnius care a avut loc între 18 și 23 septembrie 1917. Consiliul a primit autoritate executivă pentru poporul lituanian și i s-a încredințat misiunea de a înființa un stat lituanian independent. La 16 februarie 1918, membrii consiliului au semnat Declarația de Independență a Lituaniei, prin care au proclamat Lituania stat independent pe principii democratice. Consiliul a reușit să declare independența în pofida prezenței armatei germane în țară până în toamna lui 1918. Consiliul și-a continuat eforturile până la întrunirea Adunării Constituante a Lituaniei (în lituaniană Steigiamasis Seimas) la 15 mai 1920.

## Contextul istoric și conferința de la Vilnius
După ultima divizare a Uniunii Polono-Lituaniene în 1795, Lituania a fost anexată de Imperiul Rus. De-a lungul secolului al XIX-lea, atât polonezii cât și lituanienii au încercat să-și redobândească independența. Ei s-au răsculat în timpul Revoltei din Noiembrie în 1830 și în timpul Revoltei din Ianuarie în 1863, dar prima ocazie realistă s-a ivit odată cu Primul Război Mondial. În 1915, Germania a ocupat Lituania. După Revoluția Rusă din 1917, au apărut șanse de independență. Germania, evitând anexarea directă, a încercat să găsească o cale de mijloc care să implice o oarecare formă de unire cu Germania. În lumina negocierilor de pace cu Rusia, germanii au acceptat să permită organizarea conferinței de la Vilnius, în speranța că se va proclama un stat lituanian care să se separe de Rusia și să se apropie de Germania. Conferința, ținută între 18 și 23 septembrie 1917 a adoptat, însă, o rezoluție de înființare a unei Lituanii independente stabilind că o relație apropiată cu Germania va depinde de recunoașterea noului stat. La 21 septembrie, participanții la conferință au ales cei 20 de membri ai Consiliului Lituaniei pentru a codifica această rezoluție. Autoritățile germane nu au permis publicarea rezoluției, dar au permis funcționarea consiliului. Autoritățile au cenzurat ziarul Consiliului, Lietuvos aidas (Ecoul Lituaniei), împiedicând Consiliul să comunice cu publicul larg. Conferința de la Vilnius a hotărât și că în cel mai scurt timp va fi aleasă o adunare constituantă prin vot popular.

## Structura și membrii

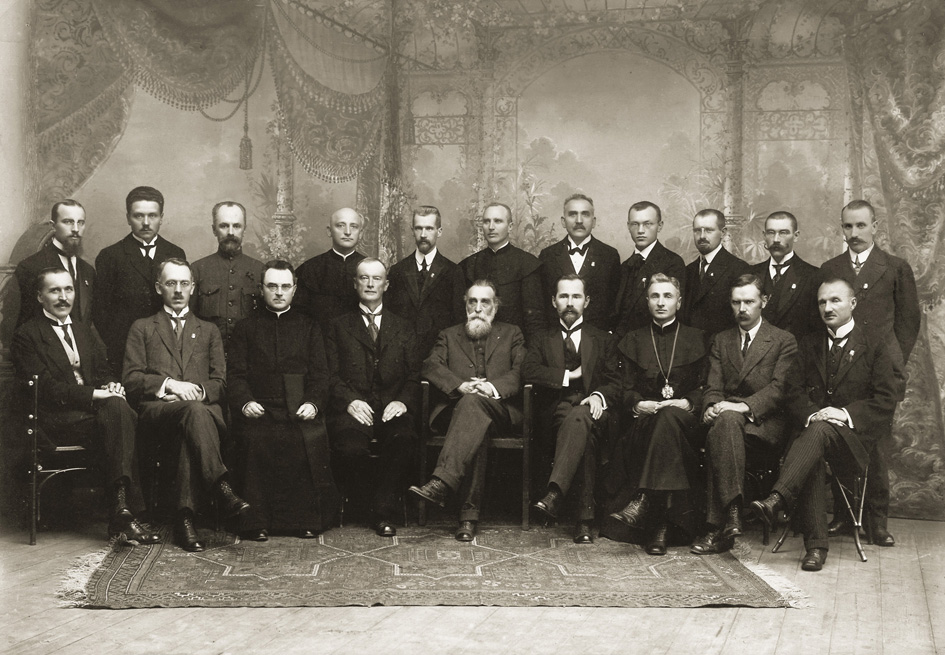
Primii 20 de membri ai consiliului. Jonas Basanavičius este în mijloc, pe primul rând. La stânga sa se află Antanas Smetona.

Cei douăzeci de membri ai Consiliului erau de toate vârstele (cel mai tânăr avea 25 de ani; cel mai în vârstă, 66), statuturile sociale, profesiile și orientările politice. Erau opt avocați, patru clerici, trei agronomi, doi finanțatori, un medic, un editor și un inginer. Opt dintre membri erau creștin-democrați, iar șapte erau independenți politic. Cu excepția unuia, toți aveau studii superioare, și cu toții erau poligloți, vorbind fluent cel puțin în lituaniană și rusă, și adesea și în poloneză și germană. Ultimul membru al Consiliului, Aleksandras Stulginskis, a murit în septembrie 1969.
În prima ședință, ținută la 24 septembrie, Antanas Smetona a fost ales președinte al consiliului. Președintele, doi vicepreședinți și doi secretari alcătuiau prezidiul. Vicepreședinții și secretarii s-au schimbat din când în când, dar Smetona a rămas președinte al consiliului până în 1919 când a fost ales președinte al Lituaniei. Smetona a fost urmat la președinția consiliului de Stasys Šilingas, care nu era printre primii douăzeci de membri. Prima schimbare în configurația Consiliului a avut loc la 13 iulie 1918, când au fost numiți șase noi membri (Martynas Yčas, Augustinas Voldemaras, Juozas Purickis, Eliziejus Draugelis, Jurgis Alekna și Stasys Šilingas) și alți patru (Kairys, Vileišis, Biržiška, Narutavičius) au demisionat. Până în primăvara lui 1919, consiliul și-a dublat numărul de membri.

## Declarația de Independență

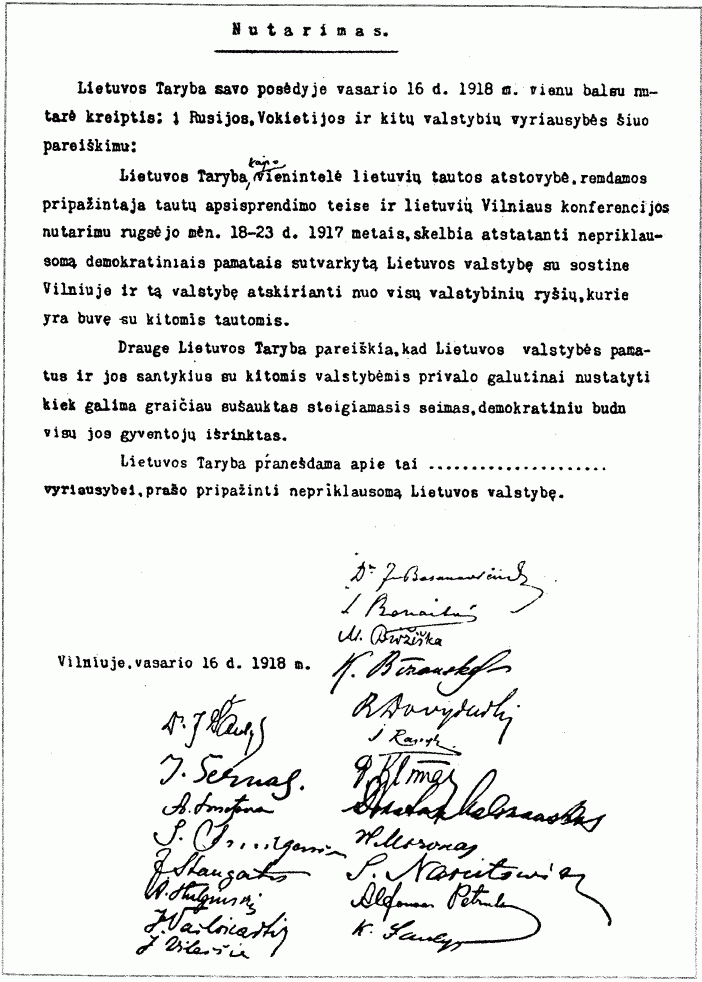
Declarația de Independență din 16 februarie

La scurt timp după alegerea consiliului, în Rusia au avut loc mari schimbări. Revoluția din Octombrie i-a adus pe bolșevici la putere. Ei au semnat un armistițiu cu Germania la 2 decembrie 1917 și au început negocierile de pace. Germania avea nevoie de oficializarea relației sale cu Lituania. În așa-numitul Protocol de la Berlin, Germania s-a oferit să recunoască independența Lituaniei în schimbul unei alianțe ferme și permanente cu Germania, pe baza convențiilor privind afacerile militare, transporturile, vămile și moneda. Consiliul a acceptat, cu condiția ca Lituania să decidă singură în politica sa internă și externă. Germanii au respins propunerea. La 11 decembrie, consiliul a adoptat o rezoluție prin care accepta o „alianță fermă și permanentă” cu Germania pe baza celor patru convenții. Doar cincisprezece membri au votat în favoarea acestei rezoluții, dar toți douăzeci au semnat-o.
Germanii și-au încălcat promisiunea: nu au recunoscut statul și nu au invitat nicio delegație a sa să participe la negocierea  tratatului de la Brest-Litovsk. Lituanienii, inclusiv cei din diaspora, au dezaprobat declarația de la 11 decembrie. Aceasta, văzută ca progermană, constituia un obstacol în vederea stabilirii de relații diplomatice cu Regatul Unit, Franța și Statele Unite, inamicii Germaniei. La 8 ianuarie, în aceeași zi în care Woodrow Wilson își anunța cele paisprezece puncte, consiliul a propus amendamente la declarația din 11 decembrie, cerând alegerea unei adunări constituante. Amendamentele au fost respinse de germani și s-a arătat că Consiliul va servi doar ca organism consultativ. Consiliul a riscat destrămarea, câțiva membri amenințând cu demisia. La 16 februarie, consiliul, prezidat temporar de Jonas Basanavičius, a hotărât să declare din nou independența, de această dată fără a menționa nimic despre vreo relație cu Germania, asupra căreia adunarea constituantă urma să decidă. 16 Februarie este astăzi una dintre cele două zile ale independenței sărbătorite în Lituania.

## Obținerea independenței
Germanii nu au fost mulțumiți de noua declarație și au cerut consiliului să revină la decizia din 11 decembrie. La 3 martie, Germania și Rusia Bolșevică au semnat tratatul de la Brest-Litovsk. Acesta stabilea ca națiunile baltice să intre în zona de interes germană și ca Rusia să renunțe la orice pretenție asupra lor. La 23 martie, Germania a recunoscut independența Lituaniei în baza declarației din 11 decembrie. Nimic, însă, nu s-a schimbat nici în statutul Lituaniei, nici în cel al Consiliului: toate eforturile de înființare a organizațiilor de administrație au fost blocate. Chestiunea formei de guvernământ a statului a rămas în suspensie. Germania prefera o monarhie și a propus o uniune personală cu dinastia prusacă Hohenzollern. Ca alternativă, la 4 iunie, consiliul a decis prin vot să-l invite pe Ducele Wilhelm de Urach, Conte de Württemberg, să devină monarh al Lituaniei. El a acceptat și a fost ales rege al Lituaniei (Mindaugas al II-lea) la 13 iulie 1918. Decizia a fost foarte controversată și patru membri ai consiliului au demisionat în semn de protest.
Germania nu a recunoscut noul rege și relația sa cu Consiliul a rămas tensionată. Consiliul nu a fost lăsat nici să determine granițele Lituaniei, nici să își înființeze o ambasadă la Berlin, nici să înceapă să formeze un sistem administrativ de stat. A primit mici fonduri pentru acoperirea cheltuielilor doar în septembrie 1918. Situația s-a schimbat când a izbucnit Revoluția Germană iar Germania a pierdut războiul în toamna lui 1918 — nu a mai fost în postura de a dicta condiții. La 2 noiembrie, consiliul a adoptat prima constituție provizorie. Decizia de a-l invita pe regele Mindaugas al II-lea a fost anulată și astfel s-au reconciliat diversele facțiuni politice. Funcțiunile guvernului au fost încredințate unui prezidiu format din 3 membri iar Augustinas Voldemaras a fost invitat să formeze primul Cabinet de Miniștri. Primul guvern a fost învestit în ziua de 11 noiembrie 1918, ziua în care Germania a semnat armistițiul de la Compiègne. Consiliul a început să organizeze o armată, poliție, administrație locală, și alte instituții. S-a extins și pentru a include minoritățile etnice (evreii și bielorușii). Nicio femeie nu a fost membră a consiliului, în ciuda unei petiții care a strâns 20.000 de semnături.
Pe măsură ce forțele germane s-au retras, iar cele bolșevice s-au apropiat de Vilnius, la 2 ianuarie 1919 consiliul s-a mutat la Kaunas. Au început Războaiele de Independență. La 4 aprilie, s-a adoptat a doua constituție provizorie, care a înființat postul de președinte al Lituaniei. Antanas Smetona, președintele consiliului, a devenit primul președinte al țării. Armata germană s-a retras din Lituania abia în iulie 1919. Din cauza războaielor și a altor frământări, alegerile pentru Adunarea Constituantă a Lituaniei s-au ținut abia în primăvara lui 1920. Consiliul s-a autodizolvat la 15 mai 1920 și nu a fost înlocuit de un parlament (Seimas) decât la 2 august 1922, după adoptarea Constituției Lituaniei.